# Железничка станица Глибовац
Железничка станица Глибовац је једна од железничких станица на прузи Београд—Ниш. Налази се насељу Глибовац у општини Смедеревска Паланка. Пруга се наставља у једном смеру ка Паланци и у другом према према Кусатку. Железничка станица Глибовац састоји се из 3 колосека.